# Sapiens: een kleine geschiedenis van de mensheid
Sapiens: een kleine geschiedenis van de mensheid (Hebreeuws: קיצור תולדות האנושות), kortweg ook wel Sapiens genoemd, is een boek geschreven door de Israëlische auteur Yuval Noah Harari, een professor aan de Hebreeuwse Universiteit van Jeruzalem. Het boek werd voor het eerst gepubliceerd in het Hebreeuws in 2011; de Engels- en Nederlandstalige versies verschenen in 2014.

## Uitgangspunt
Sapiens: een kleine geschiedenis van de mensheid is een verhaal over de Homo sapiens vanaf de steentijd tot aan de 21e eeuw. Harari baant zich een weg door de met informatie overspoelde wereld, doet een stap achteruit en kijkt naar het grote geheel: de gehele geschiedenis van de menselijke soort. De centrale vraag van het boek luidt, hoe de mens heeft kunnen evolueren van een onbeduidende soort in een klein deel van Afrika tot de hedendaagse heerser over alle levensvormen wereldwijd. Als antwoord noemt Harari drie revoluties.

## Synopsis

### Cognitieve revolutie
Volgens de schrijver was er 70.000 jaar geleden sprake van een cognitieve revolutie: de mens verwierf betere hersenen, waardoor hij meer greep kreeg op de wereld en zijn taalvermogen uitbreidde. Door taal was hij in staat om sociale relaties te benoemen (Harari noemt dit toepasselijk “roddeltaal”) en om te communiceren over abstracte begrippen, zoals goden, het leven na de dood, eer en rechtvaardigheid. De mens, betoogt Harari, dankt zijn bestaan op deze aarde aan zijn vermogen om gemeenschappelijke verhalen te verzinnen, waarmee we samen kunnen leven en werken.
Het uitwisselen van sociale informatie en gemeenschappelijke mythen maakte het samenwerken in grotere groepen mogelijk. 70.000 jaar geleden verliet de homo sapiens Oost-Afrika en werd hij in vrij korte tijd de baas in het Midden-Oosten, Europa en Oost-Azië. De neanderthalers die daar woonden waren weliswaar meer gespierd, maar ze waren met hun kortere benen bij jacht en strijd minder snel dan Homo sapiens, konden waarschijnlijk minder goed in groepen vechten en stierven uiteindelijk uit.

### Landbouwrevolutie
De tweede revolutie was de overgang van het jagen naar de landbouw, ruim 11.000 jaar geleden. De landbouw maakte het mogelijk meer monden te voeden en voedselvoorraden aan te leggen, waardoor grotere dorpen en steden konden ontstaan. Harari beschouwt de geschiedenis niet als een proces van continue vooruitgang, en de agrarische revolutie niet als een onverdeeld succes. De eerste boeren hadden een eenzijdiger voeding en een zwakkere gezondheid dan hun plukkende en jagende voorouders. Maar de samenlevingsverbanden werden steeds groter, tot grote koning- en keizerrijken, gebaseerd op religies en andere gedeelde ordeningen in de maatschappij.

### Wetenschappelijke revolutie
Vanaf 1500 vindt in West-Europa de wetenschappelijke revolutie plaats, de derde revolutie. De toenmalige elite (machthebbers, bestuurders, geleerden, kunstenaars) raakte er meer en meer van overtuigd dat de gedeelde kennis beperkt was en dat ze nog veel zaken niet wisten. Het streven naar meer kennis, het investeren in onderzoek en de centrale plaats van waarneming en wiskunde leidden tot een explosie van de wetenschappen. De nieuw verworven kennis werd gebruikt om nieuwe technologieën en capaciteiten te ontwikkelen. Het verbond tussen wetenschap, technologie en economie leidde tot de wereld waarin wij nu leven, met ongeziene uitdagingen en mogelijkheden.
Harari sluit het boek af met een transhumanistische visie. Na 4 miljard jaar blinde natuurlijke selectie is de mens begonnen met kunstmatige intelligentie, het doelgericht creëren van nieuwe levensvormen, door genetische technologie, de bouw van Cyborgs en de constructie van anorganisch leven. De mens staat nu in de positie die hij duizenden jaren aan de goden toeschreef. De vraag is of de mens wijs met deze mogelijkheden zal omgaan. De laatste zin van Sapiens luidt: “Bestaat er iets gevaarlijkers dan ontevreden, onverantwoordelijke goden die niet weten wat ze willen?”

## Stripvorm
Eind 2021 verscheen een zeer luchtige uitvoering van het boek in delen in stripvorm, in de Engelse taal. Als eerste deel van de serie verscheen Sapiens - A Graphic History. Volume 1. The Birth of Humankind.
Dit betreft een bewerking vol humor, popcultuur-referenties en kleurrijke illustraties. Harari werkte hiervoor als co-auteur met striptekenaars David Vandermeulen (tekst) en Daniel Casanave (illustrator),
In deze serie nodigt een fictieve Yuval de lezers uit om een ritje te maken "aan de wilde kant van de geschiedenis", vergezeld door een reeks globetrottende personages, zoals zijn nicht Zoe; bioloog prof. Saraswati, de ruige rechercheur Lopez en de originele superheld Dr. Fiction. De kern van hun verkenningen betreft enkele knagende vragen: hoe werd een onbeduidende aap de heerser van de planeet, in staat atomen te splitsen, naar de maan te vliegen en de genetische code van het leven te manipuleren? En is het mogelijk dat we allen "gevangen zitten in de dromen van dode mensen"?
Dit eerste deel The Birth of Humankind onderzoekt de opkomst van mens, de verspreiding van Homo sapiens van Afrika naar de rest van de planeet en de ecologische voetafdrukken die deze al 70.000 jaar geleden begon achter te laten. De eerste ontmoeting tussen Sapiens en Neanderthalers wordt verkend via de meesterwerken van de moderne kunst. Het uitsterven van de mammoeten en sabeltandtijgers wordt naverteld als een ‘whodunit’-film. En onderweg ontmoet de lezer onder meer  homoseksuele Neanderthalers, seriemoordenaars en Steve Jobs.

## Homo Deus
Na Sapiens schreef Harari Homo Deus, dat kan worden beschouwd als een vervolg erop, waarin hij zijn visie op de mogelijke toekomst van de mensheid uiteenzet.